# 朝鮮労働党第8次大会
朝鮮労働党第8次大会（ちょうせんろうどうとうだいはちじたいかい、朝鮮語: 조선로동당 제8차대회）は、2021年1月5日から12日までの8日間、朝鮮民主主義人民共和国（以下、北朝鮮）の執権政党である朝鮮労働党が実施した党大会である。

## 開催決定まで

### 第7次党大会まで
朝鮮労働党は北朝鮮の初代最高指導者である金日成が統治していた1980年に開催した第6次党大会を最後に長らく党大会が開催されておらず、1994年の金日成の死後に最高指導者の地位を継承した金正日は先軍政治と呼ばれる軍事優先の政策を取っていた。しかし、2011年に金正日が死去し、最高指導者の地位を正日の息子である金正恩が継承すると、軍よりも党を優先してきた金日成体制への回帰が進められ、2016年には36年ぶりとなる第7次党大会が開催された。

### 第7次党大会後・第8次党大会の召集まで
金正恩は2016年の第7次党大会で朝鮮労働党委員長に、同年6月の最高人民会議で金正日時代に重要政策の執行を行っていた国防委員会を国務委員会に改編して自らがその委員長に就任し、最高指導者としての地位を確立した。また、第7次党大会では2020年までの5年間に疲弊した経済の再建を目指す「国家経済発展5カ年戦略」を採択したものの、国際社会による経済制裁や新型コロナウイルス感染症の世界的大流行、2020年夏の台風被害による水害によって5カ年戦略の達成は事実上不可能となっていた。
こうした事態を受けて、朝鮮労働党は2020年8月19日に中央委員会総会を開催し、2021年1月に第8回党大会を開催する決定を採択した。

## 出席者の選出
2020年12月31日付け朝鮮中央通信報道「朝鮮労働党第8次大会のための準備事業を積極的に推進」などによると、第8次党大会に出席する代表者（出席者）は、2020年12月に行われた各級組織代表会で選出された。
報道によると、これらの各級組織代表会では「（党大会の召集を決定した）党中央委員会総会の思想と精神に立脚して、当該の党組織の総括期間の活動を全面的に総括」し、党組織の新しい指導機関と党大会の代表者（出席者）とオブザーバーを選出した。
選出にあたっては党大会召集の決定書に基づいて、党員1300人当たりにつき1人の決議権代表者、党員候補1300人当たり1人の発言権代表者（オブザーバー）を選出することが決定していた。
各級組織代表会で選出された代表者の資格は2020年12月29日に開催された党政治局会議で行われた資格審査で承認が行われたほか、党大会の執行部と幹部壇、書記部の構成案など、党大会の議事運営に関する審議が行われ、党大会を2021年1月初旬に開会することに関する決定を採択した。
各級組織代表会で選出された代表者らは平壌に移動し、2020年12月30日に党大会の代表証を授与されたほか、「われわれの胸の中には不世出の偉人、絶世の愛国者で、革命の大聖人であり、チュチェの太陽である主席と総書記への募る懐かしさが沸き溢れている。いつもわれわれの心の中にとわに生きて心の柱となり、屈することのない信念と闘争意志を与えてくれる主席（金日成）と総書記（金正日）を生存していた時のように党大会の偉大な代表者として高くいただいて革命の新たな勝利を目指す路線と戦略を採択するのはわが党と革命の要求であり、全ての党員と人民の一様な志向と意志、当然な道理である」（代表証授与式で党大会準備委員会委員長で党副委員長・組織行政部長兼政治局員の金才龍が行った演説より）として、金日成と金正日にも代表証が授与されたと朝鮮中央通信は報じた。

## 党大会の開会

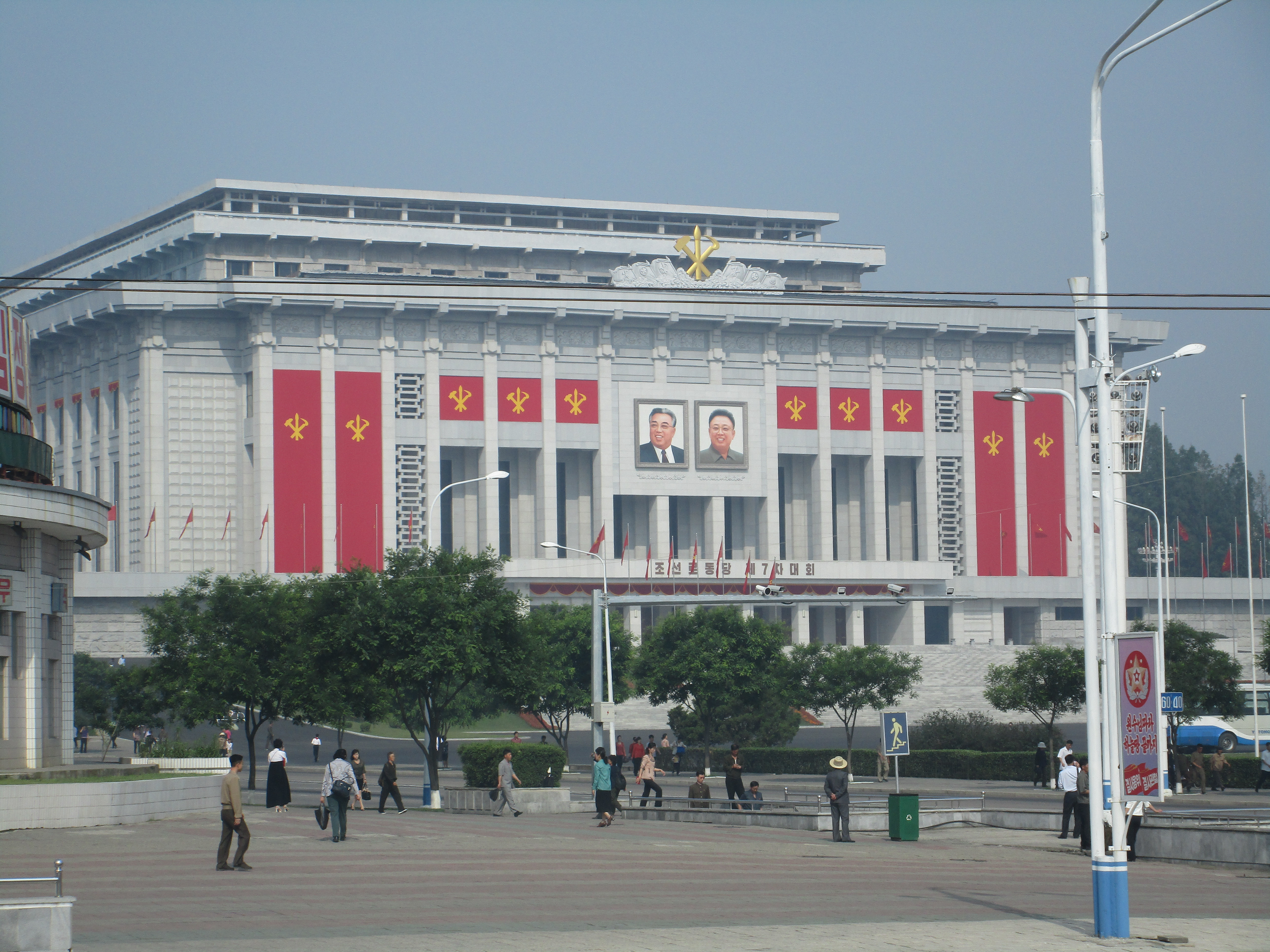
党大会が開催された4・25文化会館（2016年の前回大会後に撮影）

党大会は2021年1月5日に平壌の4・25文化会館で開幕した。
金正恩は開会の辞で第7次党大会で採択した国家経済発展5カ年戦略を巡り、「掲げた目標はほぼ全ての部門で遠く達成できず、闘争する我々の努力と前進を妨害する各種の挑戦は、外部にも内部にも依然として存在している」と語り、経済の不振を認めた。
一方で金正恩は「これほど難しかった昨年（2020年）、長期化した史上稀にみる世界的な保健医療危機状況（新型コロナ感染拡大）の中でも困難に頑強に打ち勝ち」、「自然災害復旧闘争に皆がこぞって奮起して、国のいたるところに2万余世帯の新しい住宅を建てたその偉大な功績は、わが党の闘争記録帖に誇らしい1ページを残した」などと述べ、新型コロナ対策と台風被害の復旧について成果を誇示した。

### 党大会執行部
カッコ内には党大会開催当時の主な肩書を記した。
- 金正恩（党委員長・国務委員会委員長・武力最高司令官）
- 崔龍海（最高人民会議常任委員会委員長・国務委員会第一副委員長・党政治局常務委員）
- 李炳哲（党中央軍事委員会副委員長・党政治局常務委員）
- 金徳訓（内閣総理・党政治局常務委員）
- 朴奉珠（国務委員会副委員長・党中央委員会副委員長・党政治局常務委員）
- 朴正天（軍総参謀長）
- 金才龍（党中央委員会副委員長）
- 李日煥（党中央委員会勤労団体部長）
- 崔輝（党中央委員会副委員長）
- 朴太徳（党中央委員会副委員長）
- 金英哲（党中央委員会副委員長）
- 崔富一（党中央委員会軍事部長）
- 金秀吉（軍総政治局長）
- 太亨徹（最高人民会議常任委員会副委員長）
- 呉秀容（党中央委員会副委員長、党中央委員会経済部長）
- 金衡俊（党副委員長）
- 許哲万（党中央委員会幹部部長）
- 朴明順（党中央検査委員会副委員長・党中央委員会部長）
- 趙甬元（党組織指導部副部長）
- 金与正（党組織指導部第1副部長・政治局員候補）
- 金正官（人民武力相）
- 鄭京擇（国家保衛相）
- 金日哲（内閣副総理兼国家計画委員会委員長）
- 任哲雄（内閣副総理）
- 李龍男（内閣副総理）
- 金栄歓（平壌直轄市党委員会委員長）
- 朴正男（江原道党委員会委員長）
- 楊勝虎（内閣副総理）
- 李周午（内閣副総理）
- 董正浩（内閣副総理）
- 高人虎（内閣副総理）
- 金享植
- 崔相建（高等教育相、金日成総合大学総長）
- 呉日晶（党組織指導部副部長）
- 金勇帥（党財政経理部第1副部長）
- 李象元（党中央委員会検閲委員長）
- 李永吉
- 金明吉（中央検察所所長）
- 姜潤石（中央裁判所所長）

出典：
- “朝鮮式社会主義の全面的発展行路において一大分水嶺となる闘争と前進の大会 歴史的な朝鮮労働党第8回大会開幕”.  わが民族同士（日本語版） (2021年1月6日). 2021年2月12日時点のオリジナルよりアーカイブ。2020年2月12日閲覧。

### 出席者の比率
出席者の比率は金正恩が行った開会の辞に基づく。
| 部門                                                     | 代表者      | 代表者      | 増減（+/–） |
| 部門                                                     | 第8次党大会 | 第7次党大会 | 増減（+/–） |
| -------------------------------------------------------- | ----------- | ----------- | ----------- |
| 党および政治活動家                                       | 1,959       | 1,545       | +414        |
| 中核党員                                                 | 1,455       | 786         | +669        |
| 国家行政・経済部門の活動家                               | 801         | 423         | +378        |
| 軍人                                                     | 408         | 719         | –311        |
| 科学、教育、保健医療、文学・芸術、出版・報道部門の活動家 | 333         | 112         | +221        |
| 勤労者団体の活動家                                       | 44          | 52          | –8          |
| 合計                                                     | 5,000       | 3,637       | +1,363      |
| 出典:                                                    |             |             |             |

## 議事内容

### 第7期党中央委員会事業総和報告
1月9日付けの労働新聞によると、金正恩は3日間、延べ9時間に及ぶ第7期党中央委員会事業総和報告を行った。
基本的な外交政策については、「対外関係を全面的に拡大発展させるためのわが党の総体的方向と政策的立場を明らかにした」、「私たちの自主権を尊重する世界のすべての国との友情と団結を強化し、真の国際正義を実現する」と表明した。
このうち、対米政策について、
- 「誰が政権に就こうとアメリカの実体とわれわれへの政策の本心は変わらない。新たな米朝関係を樹立するかぎは、敵視政策を撤回することだ。核兵器の小型化、軽量化を発展させ、戦術核兵器を開発し、超大型核弾頭の生産も持続的に推し進める」[23]
- 「私たちの革命発展の基本的な障害であり、最大の主敵である米国を制圧して屈服させ、鎮圧することに外交活動の焦点を置くべきである」[22]

などと発言。アメリカのジョー・バイデン政権発足を前に核・ミサイル開発を強化する方針を表明した。
また、南北関係に関しては、
- 「アメリカとの合同軍事演習を中止すべきだというわれわれのたび重なる警告を無視している。韓国との関係は2018年の板門店宣言の前に戻ったと言っても過言ではなく、統一の夢はさらに遠ざかった。現時点で以前のように一方的な善意を見せる必要はなく、われわれの正当な要求に応えた分、合意の履行のために行動した分だけ相手をする」[23]
- 「北南関係の基本的な問題を解決し、相手に敵対する行為をすべて止め、南北宣言を慎重に扱い、誠実に実行するという立場と姿勢をとる必要がある」[22]

などと述べ、首脳会談での合意の履行を要求した。
今後5年間の新たな経済計画に関しては、
- 「経済建設分野は期待された戦略的目標に到達しなかったが、自力で経済発展を持続させるための貴重な基盤がもたらされた」[22]
- 「国民を社会主義文明に導くための重要な政治活動として建設工事を重視し、当期の建設工事を精力的に加速することで国の姿を根本的に変えた」[22]

などの報告があった。

#### 事業総和報告に対する党幹部の発言
金正恩の行った事業総和報告を受けて、1月8日に李日煥、金徳訓、朴正天、李炳哲、李善権、趙甬元、文景徳、朴鉄民が、1月9日に高人虎、崔相建、朴勲、姜炯峰、リ・ソンハク、リ・ギョンイル、チョン・チャンイク、ソ・チョンハク、キム・グァンナム、ヤン・ヨンギル、キム・ソンヨン、張革が討論を行った。
各討論者は金正恩の示した認識に同意する形で、『第7回党大会の決定貫徹のための自分の部門、自分の単位の活動で収められた成果と経験に言及し、現れた欠陥と原因、教訓を深刻に分析、総括した一方、自分の部門の欠陥が冷静に批判されたし、活動家が難関の前で敗北主義、ことなかれ主義に陥って責任をもって働かないなら、党の決定が正しく貫徹されず、発展と革新が成し遂げられないという教訓が深刻に分析された。新しい抱負と理想を実現するためにいつも苦心し、主導性、創意性と進取的な仕事ぶりで全ての活動を力強く推し進めるための実践的方途について述べ、党と革命、祖国と人民のために奮励努力するという固い決意』を厳かに披歴したほか、『科学、教育、保健医療部門をはじめ、各部門、各単位の活動で一連の大事な進展が遂げられた一方、人民生活に不便を与えている治山治水と国土管理、社会安全活動などで現れた偏向を自己批判し、批判された問題を自分自身の欠陥、自分の単位の教訓として深刻に受け入れたし、党決定実行の成果いかんは全的に自身の責任感と役割にかかっているということを再び深く自覚した』としている。

### 党中央検査委員会の事業総括報告
1月9日の会議では党中央検査委員会の事業総括報告が行われ、キム・ミョンフン、リ・チャンソンによる討論が行われた。労働新聞の報道によると、総括期間、党財政管理活動で収められた成果と経験、現れた欠陥と教訓が実質的に分析、総括されたし、党財政管理原則と規範に合わせて活動体系と秩序を厳格に立て、党事業と党活動を財政的・物質的に積極的に保証することに関する課題と方途が提起され、決定書「党財政規律をいっそう強化して財政管理活動に新たな転換をもたらすことについて」を全会一致で採択した。

### 党規約の改正
1月9日の会議では朝鮮労働党党規約の改正案が審議され、党副委員長・最高人民会議議長の朴泰成が「朝鮮労働党規約をチュチェの党建設原理と革命発展の要求に即して改正することに関する報告」を提起した。この後、会議は「党組織と党員が順守すべき行動準則と活動方式、規範を修正、補足した党規約改正案の内容を代表者は慎重に研究し」、改正案を承認した。
改正された党規約では2016年の第7次党大会で「政務局」に名称変更されていた「書記局」の復活、地方・各級党委員会指導部の「委員長・副委員長・委員」を「責任書記・副書記・書記」に名称変更、党中央委員会検閲委員会を廃止し、党中央委員会検閲委員会が持っていた権限を党中央検査委員会に委譲して党中央検査委員会の権限を強化すること、党大会を5年ごとに召集すること、金日成・金正日主義青年同盟の名称変更が明記された。

### 党中央指導機関の改選
1月10日の会議では第7期党中央委員会・中央指導機関に代わる新しい党中央委員会・中央指導機関の選出が行われた。
党副委員長の李日煥が「朝鮮労働党総書記の選挙に関連する提議」を行い、会議では金正恩の役職を党規約改正に合わせて朝鮮労働党総書記とすることを承認し、決定書「朝鮮労働党総書記選挙について」を採択した。総書記のポストは2011年に父・正日が死去して以来空位となっており、10年ぶりの復活となる。1月10日に採択された党大会決定書では、総書記のポストを「全党を代表して領導する党の首班で、全党の組織的意志を体現した革命の最高頭脳であり、指導の中心、団結の中心である」と定義している。同時に、総書記より委任を受けて会議を主宰することができる役職として「党中央委員会第一書記」として第一書記の名を有するポストが新設されたが、2021年6月現在、空席とされている。
新しい党中央委員会は中央委員が138人、中央委員候補には111人が選出され、党最高指導部の政治局常務委員では高齢の朴奉珠（党副委員長・国務委員会副委員長）が退任して趙甬元が昇格した。また、正恩の妹で党組織指導部第一副部長の金与正は中央委員に選出されたものの、政治局員候補と組織指導部第一副部長を解任され、党宣伝扇動部副部長に降格された。

### 各部門別協議会
1月11日は各部門別協議会が開催され、金正恩の行った事業総和報告に提示された課題を貫徹するための決定書草案の研究（審議・起草）が行われた。

### 決定書の採択・閉会
最終日となった1月12日の会議では決定書「朝鮮労働党中央委員会第7期事業総和報告に提示された課題を貫徹することについて」を全会一致で採択した。
この後、金正恩が結語演説にあたる「結論」と閉会の辞を行って閉会を宣言し、「インターナショナル」が吹奏された。

### 閉会後
金正恩は第8期中央指導機関（朝鮮労働党第8期中央委員会）のメンバーを従えて錦繍山太陽宮殿を訪問し、金日成・金正日に対して「敬虔な気持ちで挨拶」した。
また、最高人民会議常任委員会は最高人民会議第14期第4回会議を1月17日に召集する公示を発表した。
公示では、『1月16日に代議員の登録手続きを実施し、17日の会議では「組織問題」、「国家経済発展5カ年計画に関連する法令採択問題」、「主体（チュチェ）109（2020）年国家予算執行の決算と主体110（2021）年国家予算に対する問題」を議題として討議する』としている。